# Llista de rius de la Plana Alta
Llista de rius, rambles i barrancs a la comarca de la Plana Alta, al País Valencià.
| Nom            | Tipus   | Conca            | Superfície conca | Longitud | Cabal      | Naixement                                                    | Naixement                                              | Desembocadura                                                   | Desembocadura                                          | Foto |
| Nom            | Tipus   | Conca            | Superfície conca | Longitud | Cabal      | Lloc                                                         | Coord.                                                 | Lloc                                                            | Coord.                                                 | Foto |
| -------------- | ------- | ---------------- | ---------------- | -------- | ---------- | ------------------------------------------------------------ | ------------------------------------------------------ | --------------------------------------------------------------- | ------------------------------------------------------ | ---- |
| les Coves      | riu     |                  | 507,1 km2        | 37,9 km  | n/d        | Tossal de la Nevera (Catí)                                   | n/d                                                    | Mar Mediterrània (Alcalà de Xivert)                             | 40° 12′ 38″ N, 0° 15′ 52″ E / 40.210424°N,0.264341°E   |      |
| la Valltorta   | barranc | riu de les Coves | n/d              | n/d      | n/d        | n/d                                                          | n/d                                                    | riu de les Coves (les Coves de Vinromà)                         | 40° 20′ 49″ N, 0° 07′ 41″ E / 40.346885°N,0.128126°E   |      |
| Carbonera      | rambla  | riu Millars      | n/d              | n/d      | n/d        | Mola d'Ares (Ares del Maestrat)                              | 40° 27′ 04″ N, 0° 06′ 55″ O / 40.4512255°N,0.115388°O  | rambla de la Vídua (Culla, les Useres i la Serra d'en Galceran) | 40° 13′ 12″ N, 0° 05′ 09″ O / 40.2201201°N,0.0859343°O |      |
| la Roca Roja   | barranc | riu Millars      | n/d              | n/d      | n/d        | Tossal de Saragossa (la Serra d'en Galceran)                 | 40° 17′ 30″ N, 0° 00′ 09″ O / 40.2917193°N,0.002496°O  | rambla Carbonera (la Serra d'en Galceran)                       | 40° 18′ 03″ N, 0° 02′ 56″ O / 40.300827°N,0.0487802°O  |      |
| la Guitarra    | barranc | riu Millars      | n/d              | n/d      | n/d        | Serra d'en Galceran (la Serra d'en Galceran)                 | 40° 16′ 42″ N, 0° 01′ 28″ O / 40.2784361°N,0.0243399°O | rambla Carbonera (la Serra d'en Galceran)                       | 40° 17′ 06″ N, 0° 03′ 23″ O / 40.2849634°N,0.056505°O  |      |
| la Vídua       | rambla  | riu Millars      | 1.510 km²        | 41 km    | n/d        | Pla de la Volta (Culla, les Useres i la Serra d'en Galceran) | 40° 13′ 12″ N, 0° 05′ 09″ O / 40.2201201°N,0.0859343°O | riu Millars (Almassora)                                         | 39° 57′ 14″ N, 0° 05′ 12″ O / 39.9540066°N,0.086771°O  |      |
| la Ramblella   |         | riu Millars      | n/d              | n/d      | n/d        | Serra d'en Galceran (Vall d'Alba)                            | 40° 12′ 30″ N, 0° 02′ 42″ O / 40.208213°N,0.0450388°O  | rambla de la Vídua (Vall d'Alba)                                | 40° 11′ 26″ N, 0° 04′ 34″ O / 40.1905153°N,0.0760148°O |      |
| la Pobla       | riu     | riu Millars      | n/d              | n/d      | n/d        | Serra del Desert de les Palmes                               | n/d                                                    | rambla de la Vídua (Vilafamés)                                  | 40° 08′ 25″ N, 0° 05′ 52″ O / 40.1402361°N,0.0977025°O |      |
| la Rambleta    |         | riu Millars      | n/d              | n/d      | n/d        | Serra de Borriol                                             | n/d                                                    | riu de la Pobla (la Pobla Tornesa)                              | 40° 06′ 56″ N, 0° 00′ 20″ E / 40.1154171°N,0.0054458°E |      |
| Cabanes        | barranc | riu Millars      | n/d              | n/d      | n/d        | el Mocoró (Cabanes)                                          | 40° 08′ 38″ N, 0° 03′ 36″ E / 40.1440159°N,0.0598757°E | riu de la Pobla (Vilafamés)                                     | 40° 08′ 14″ N, 0° 02′ 56″ O / 40.1373478°N,0.0490112°O |      |
| Moró           | barranc | riu Millars      | n/d              | n/d      | n/d        | Serra de Borriol (Vilafamés)                                 | 40° 05′ 32″ N, 0° 03′ 29″ O / 40.0922617°N,0.0580235°O | riu de la Pobla (Vilafamés)                                     | 40° 08′ 08″ N, 0° 04′ 12″ O / 40.1354613°N,0.0699325°O |      |
| les Porres     | barranc | riu Millars      | n/d              | n/d      | n/d        | Sant Joan de Moró                                            | n/d                                                    | rambla de la Vídua (Sant Joan de Moró)                          | 40° 03′ 33″ N, 0° 08′ 59″ O / 40.0593°N,0.1498408°O    |      |
| Xinxilla       | riu     |                  | n/d              | n/d      | n/d        | Serra del Desert de les Palmes (Cabanes)                     | 40° 06′ 19″ N, 0° 02′ 55″ E / 40.1052532°N,0.0484924°E | mar Mediterrània (Orpesa)                                       | 40° 06′ 17″ N, 0° 09′ 05″ E / 40.1045853°N,0.1512564°E |      |
| Sec de Borriol | riu     |                  | n/d              | 27 km    | n/d        | Serra de Borriol (la Pobla Tornesa)                          | 40° 05′ 45″ N, 0° 00′ 36″ O / 40.0957868°N,0.0100763°O | mar Mediterrània (Castelló de la Plana)                         | 40° 00′ 08″ N, 0° 01′ 53″ E / 40.0021026°N,0.0314228°E |      |
| Millars        | riu     |                  | 4.028 km²        | 156 km   | 14,72 m³/s | Serra de Gúdar (el Castellar)                                | 40° 24′ 15″ N, 0° 47′ 34″ O / 40.40419°N,0.79278°O     | mar Mediterrània (Almassora - Vila-real)                        | 39° 54′ 31″ N, 0° 00′ 44″ O / 39.90862°N,0.01212°O     |      |